# ایمی سداریس
ایمی لوئیز سداریس (انگلیسی: Amy Louise Sedaris؛ زاده ۲۹ مارس ۱۹۶۱) یک هنرپیشه اهل ایالات متحده آمریکا است.
ایمی سداریس خواهر دیوید سداریس نویسنده و طنزپرداز آمریکایی است.

## بخشی از فیلمشناسی
| سال  | فیلم              | نقش                | توضیحات |
| ---- | ----------------- | ------------------ | ------- |
| ۱۹۹۸ | شش روز، هفت شب    |                    |         |
| ۲۰۰۲ | خدمتکاری در منهتن | Rachel Hoffberg    |         |
| ۲۰۰۳ | مدرسه راک         | Mrs. Haynish       |         |
| ۲۰۰۳ | الف               | Deb                |         |
| ۲۰۰۵ | افسونگر           | افسونگر            |         |
| ۲۰۰۵ | عشق و سیگار       | Frances            |         |
| ۲۰۰۵ | غریبه‌ها با آبنبات |                    |         |
| ۲۰۰۵ | بمان              | Toni               |         |
| ۲۰۰۵ | جوجه کوچولو       | Foxy Loxy          | صدا     |
| ۲۰۰۷ | شرک ۳             | فهرست شخصیت‌های شرک | صدا     |
| ۲۰۰۷ | فداکاری           |                    |         |
| ۲۰۰۹ | سگ‌های پیر         | Condo Woman        |         |
| ۲۰۰۹ | تنر هال           |                    |         |
| ۲۰۱۱ | گربه چکمه‌پوش      | Jill               | صدا     |
| ۲۰۱۴ | آشپز              | Jen                |         |
| ۲۰۱۴ | تابستان پینگ پنگ  |                    |         |